# 사남일녀
《사남일녀》는 MBC TV에서 방영된 2014년 1월 3일부터 2014년 5월 23일까지 텔레비전 프로그램이다.

## 역대 출연자
- 김구라
- 김민종
- 서장훈
- 이하늬
- 김재원

## 게스트
- 박중훈
- 신보라
- 김우빈
- 정은지